# Akinbode Akinbiyi
Akinbode Akinbiyi (* 1946, Oxford, Anglie) je britský fotograf, spisovatel a kurátor nigerijského původu, který od 90. let žije v Berlíně v Německu. Díky své účasti na výstavách, festivalech, publikacích a sítích se stal známým jako jeden z mezinárodně uznávaných představitelů fotografie v Africe.

## Životopis
Akinbiyi vyrostl v Anglii, kam se jeho rodiče přestěhovali kvůli univerzitním studiím, a v Lagosu v Nigérii. Studoval anglickou literaturu v Ibadanu, Lancasteru a Heidelbergu.
V roce 1972 začínal jako fotograf samouk. Postupem času se Akinbiyi stal jedním z mezinárodně uznávaných fotografů afrického původu. Jeho hlavním zaměřením jsou rychle rostoucí a měnící se megaměsta afrického kontinentu, jako je Lagos, Kinshasa, Káhira, Dakar nebo Johannesburg. Soustředí se přitom na neokázalý každodenní život lidí, zdánlivě bez subjektivní interpretace objektů svých obrazů.
Akinbiyiho osobní styl pouliční fotografie, který je postaven na práci převážně s analogovým středoformátovým fotoaparátem Rolleiflex popsal umělecký kurátor Bonaventure Soh Bejeng Ndikung:
Akinbiyi studuje sociální struktury, odkrývá skryté a zviditelňuje neviditelné. Na jedné straně je to časový rytmus městských a venkovských životů, který ho zajímá, a na druhé straně způsob, jakým architektura a proudění města tyto životy ovlivňuje. 

Akinbiyi jako autor psal texty pro katalogy výstav a pro knihu "Just Ask!" o současné africké fotografii, kterou upravil kurátor Simon Njami. Ve spolupráci s Goethe-Institutem, německým kulturním sdružením v Nigérii, založil umělecké centrum, které se od té doby rozvinulo v síť afrických fotografických škol.
Akinbiyiho práce byly k vidění na výstavách a bienále ve Frankfurtu, Berlíně, Drážďanech, Tokiu, Paříži, Philadelphii, Johannesburgu a Havaně a byly publikovány v různých časopisech. Kromě toho působil jako kurátor výstav pro Německý institut pro zahraniční kulturní vztahy, včetně „STADTanSICHTEN Lagos“ (2004) a „Spot on... DAK'ART – 8. bienále současného afrického umění“ (2009). Pro Rencontres africaines de la photographie v Mali byl v roce 2003 kurátorem německých autorů. V rámci umělecké výstavy documenta 14 v roce 2017 vystavoval své dílo s názvem Passageways, Involuntary Narratives a Sound of Crowded Spaces (2015–2017) v Aténách v Řecku a v německém Kasselu. V souvislosti s výstavou New Photography 2023 v Muzeu moderního umění (MOMA) Akinbiyi uspořádal v Harlemu takzvaný „Photo-Wander“ (slovní hříčka o divu a putování, anglicky wonder a wander), kde uplatnil svou metodu procházky po městě.
Akinbiyi žije od počátku 90. let v Berlíně, kde také vystavuje své fotografie africké komunity a koloniální historie města, a často se vracel do měst v Africe.

## Hlavní výstavy
- Příběhy z globalizujícího se světa (2003–2007) v Bruselu, Dháce, Ženevě, Káhiře a na dalších místech
- Africa Remix (2004-2007) v Düsseldorfu, Londýně, Paříži, Tokiu, Stockholmu a Johannesburgu
- Moře nikdy nevyschne (Sea never dry, 2005) ve Staatliche Museum für Völkerkunde v Drážďanech, Německo
- Adama v říši divů (Adama in Wonderland, 2013–14), Goethe-Institut Johannesburg
- Three Photographers / Six Cities (2016), Philadelphia Museum of Art

## Publikace jako spoluautor
- Kouoh, Koyo (ed.) Lucid Knowledge. Photo als Währung – Zu Aktualität, Relevanz und Verbreitung von Bildern. (2022). Berlin: Hatje Cantz Verlag, ISBN 9783775753098 (v němčině).
- Njami Simon, Sean O'Toole, Akinbode Akinbiyi, Lucienne Bestall, Nicola Brandt, Frédérique Chapuis, John Fleetwood a další. (2019) Cesta. Nové pozice v africké fotografii. Bielefeld: Kerber Verlag. ISBN 978-3-73560-682-2.
- Just Ask!. Redakce Njami Simon. Bielefeld: Kerber Verlag, 2014. ISBN 978-3-86678-984-5.

## Ocenění a uznání
- Goethova medaile, 2016
- Řád za zásluhy Spolkové republiky Německo, 2021[9]